# ブキティンギ

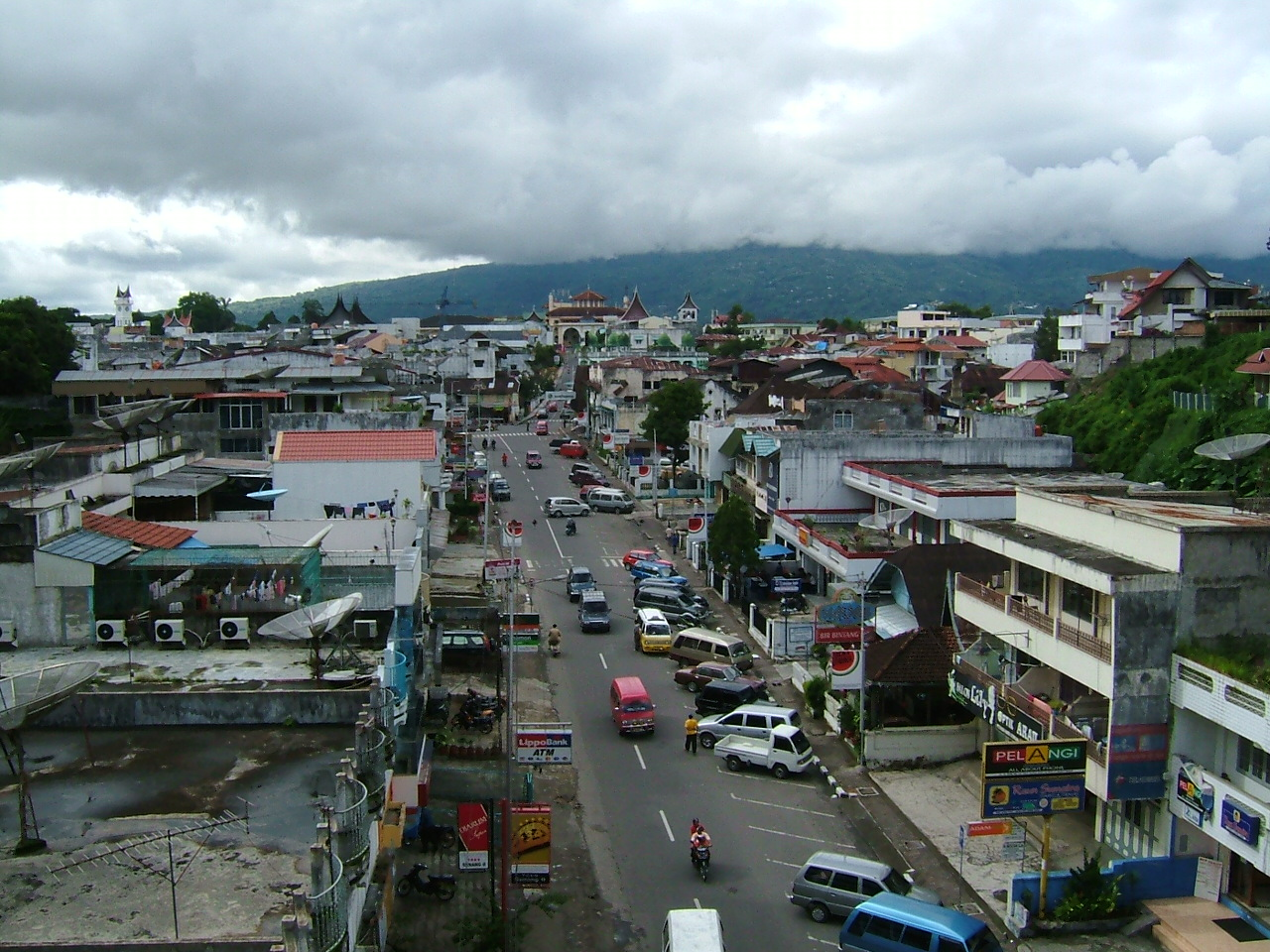
ブキティンギの街並（アフマッド・ヤニ通り）

ブキティンギ（インドネシア語: Kota Bukittinggi）は、インドネシアの西スマトラ州の都市。以前は同州アガム県の県庁所在地であったが、現在は県に属さない市となっている（現在のアガム県の県都はルブクバスン）。その地名は、現地語で「高い(tinggi)丘(bukit)」を意味する。植民地時代の公称は「デ・コック砦（Fort de Kock）」。

## 地理
スマトラ島中部の西岸部分を占める西スマトラ州（日本との時差は約2時間）の州都パダン(Kota Padang)から北へ約90kmの場所、アガム高原の中央部に位置する。町の規模は小さい。
標高約900mにあるため、年間を通して日中の気温は約20℃と安定していて、夜はやや冷え込むが、比較的すごしやすい土地である。
周囲をムラピ山、シンガラン山、サゴ山、パサマン山などの山々に囲まれ、西スマトラでも随一と言われる美しい景観をもっているため、植民地時代から多くの観光客が訪れていた。現在でも、世界最大の母系社会として知られるミナンカバウ族の伝統的な文化に触れることができるため、外国人観光客が多く訪れている。

## 歴史
「商才に長ける」と評されるミナンカバウ族が居住する村として古くから存続していたが、19世紀前半、現地のイスラーム慣習派と、メッカ帰りのパドゥリ派（現地の闘鶏や葉巻喫煙などの慣習を排斥しようとした）との内紛にオランダが介入し、パドゥリ派を制圧するために、1825年、ブキティンギに星型の砦を建設した（パドゥリ戦争）。そのときのオランダ軍の将軍の名前から、砦は「デ・コック砦（Fort de Kock）」と称され、以後、ブキティンギの町もそのように称されることになった。
1942年、オランダ領東インドへの日本軍の侵攻後、今日のインドネシア全域で日本軍政が開始されると、ブキティンギには陸軍第25軍司令部が置かれ、スマトラ島全域を統括することになった（日本軍政期については下記の「最近の日本との関係」も参照）。
オランダとの独立戦争では、1948年12月13日、オランダの総攻撃によってインドネシア共和国首都（当時）のジョグジャカルタが陥落し、スカルノやハッタら共和国首脳がオランダ軍に拘束されると、共和国の臨時政府がこのブキティンギに樹立され（臨時首相はシャフルディン・プラウィラネガラ）、共和国の命脈を保つことになった。
インドネシア独立後の1950年代後半、中央政府に対する地方の反乱が起こると、1958年2月15日、西スマトラの反乱軍はインドネシア共和国革命政府（Pemerintah Revolusioner Republik Indonesia）の樹立を宣言し、このブキティンギをその首都にした（マシュミ、インドネシア社会党を参照）。

## 最近の日本との関係
後藤乾一によれば、ブキティンギ市には日本軍政期に旧日本軍のスマトラ地区司令部が置かれ、インドネシアのグランドキャニオンとも呼ばれるシアノック渓谷の断層を利用して築造した、日本軍が造った地下要塞ともいえるような「日本の穴」(「日本人の穴」と訳されることも。現地語：Lobang Jepang。Lubang Jepangと綴られることも。）と呼ばれる巨大な地下壕があり、その穴には地下の突当たりにさらに外部に通じる穴があり、上向きの径30cほどの穴は排煙用、その倍ほどの大きさの下向きの穴は、急角度で掘られ深く外の谷底に通じていて、現地では、働いていた労務者の死体を捨てるためのものとされ、そこはさらに『ロームシャの穴』と呼ばれていたという。
さらに、倉沢愛子によればー日本軍が最後に立て籠るために造った地下壕で、秘密保持のために、ここの労務者らはジャワ島等の外部の島々から集められ、建設が終わると全員殺され、そのため、この地下壕の存在は、地元住民のあいだでも長い間全く知られていなかった。1956年（注：独立後の間もない時期とする説もあり、ために他の資料では1950年代と紹介される場合も多い）に地元の人間が山で薪を探していて穴の入口を見つけたものの、その時点では日本軍が造った地下壕だというだけで詳しいことは分らず、そのまま放置されていた。州政府によって1986年に歴史的遺跡として整備され、周囲に公園（注：渓谷を見るパノラマパークのこと）も造られ、国際的な観光名所となっていった、その間、この地にいた日本の元軍人たちが団体で訪れ、地下壕建設の経過について語ってくれたため、詳細がわかるようになったのだ－という。
ここで殺害された労務者は３千人ともいう。1987年インドネシア政府はその遺構を国定公園に指定した。そして、その防空壕入り口に、旧日本軍が労務者を虐待し強制労働に駆り出すレリーフを設置した。この遺跡は旅行ガイド『地球の歩き方（29）バリとインドネシア』（1998～1999年版）にも紹介されたという。

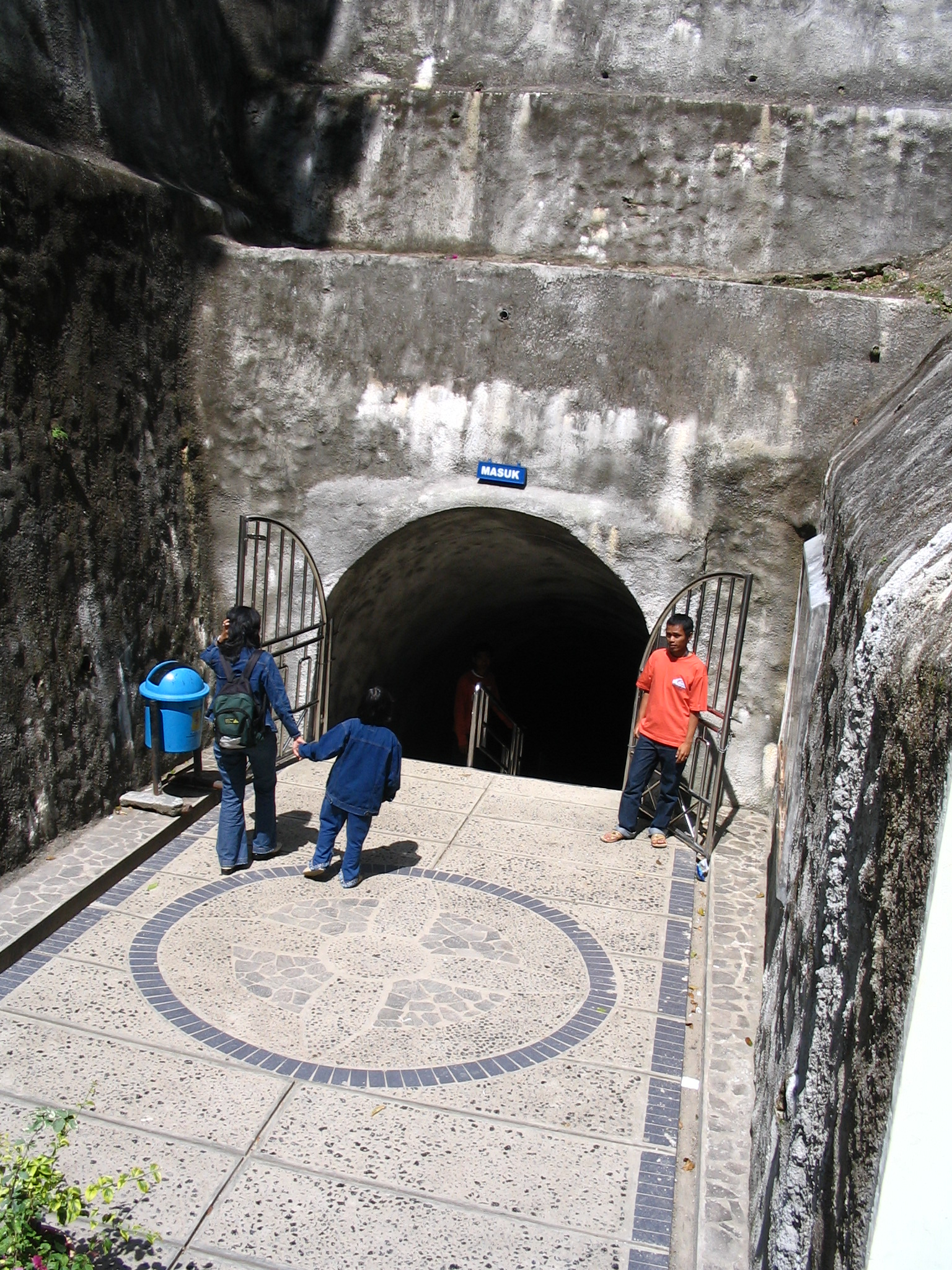
日本軍の防空壕

これに対して、元産経新聞ジャカルタ支局長の加藤裕や旧「スマトラ新聞」記者だった菊地秀廣（元北海道新聞論説委員）が調査、地下壕の築造を直接指揮した本庄弘直主計大尉(当時)や台湾人の元軍属にもあって取材した。その結果、後藤や倉沢の紹介した話は事実と異なり、これは要塞ではなく単なる防空壕であり、建設にあたって負傷者すら出ていないことが明らかになったとする。彼らの抗議により防空壕入口にあった日本軍の労務者の連行や虐待を描いたレリーフは1997年に撤去され、加藤の主張によれば、これはインドネシア政府も間違いを認めたものだとする。さらに、加藤や第二十五軍司令部戦友会有志中心に冊子を3千部を作成、そこでは、本庄の「築城では現地労働者には日当も支払い、ブキティンギ市の労務係に頼んで送り込まれたもの、虐殺はおろか負傷者も出ていない」「複数の穴は通気口、緊急避難用で工事中は廃土、残土の捨て穴」との証言をインドネシア語･英語･日本語で紹介、2004年12月に現地を中心に配布した。
しかし、観光施設として一般公開される前、多くの者が中に残る鍬や多数の頭蓋骨を目撃していたことが現地では伝えられており、これらの骨は、穴の部屋の一つに集められて葬られたとされる。2001年にここから生還したという労務者の一人がブキティンギで現われたという話が流れ、その人物はそこで受けた拷問がトラウマになっていたため、また洞窟に誘われるのを嫌がっていたとされる。2018年現地に行った日本人の報告では、現地ガイドは今でも労務者らが虐殺されたものとして説明している。
この辺の話には、複雑な事情がある。それは、あまり知られていないが、映画で有名になった「泰緬鉄道」と同様の時期に同様の手法でリアウ州から西スマトラ州まで建設された「スマトラ横断鉄道」(「ムアロ＝ペカンバル鉄道」等複数名称あり)の存在が関係している。
この鉄道は、終戦の日である昭和20年8月15日に完成したが、終戦のどさくさやインドネシアの独立の混乱にまぎれて、うやむやになり忘れ去られた存在となってしまった。しかし、当時のパダンにあった日本の新聞社の発行した紙面にきちんと記録があるようである。この鉄道の建設にはジャワ島などから甘言や嘘、時には脅しで駆り集められた奴隷労務者（ロームシャ）、そして連合国の戦争捕虜が多数使役され膨大な犠牲者を出した、とされている。このあたりの事情は、2018年に出版された江澤誠著『「大東亜共栄圏」と幻のスマトラ鉄道』（彩流社）に詳しい。この鉄道の建設とLobang Jepangの建設の話を両方知っている現地人から見れば「ここだけでの問題ではないのだ。日本人は知らないが、戦時に存在した忘れ去られた犠牲者は確実にいたのだから。」という感情を斟酌する必要がある。
他に、2002年には、1997年に日本のODAによって建設されたコタパンジャンダムが、自然に悪影響を与えるとして、現地住民3,861人（2003年現在8,396人、また動物も原告となっている）がダム撤去など原状回復と被害への賠償を求めて日本政府・東電設計・JBIC・JICAを被告として東京地裁に提訴した。2004年現在も係争中である。

## 観光
- デ・コック砦（Fort de Kock）

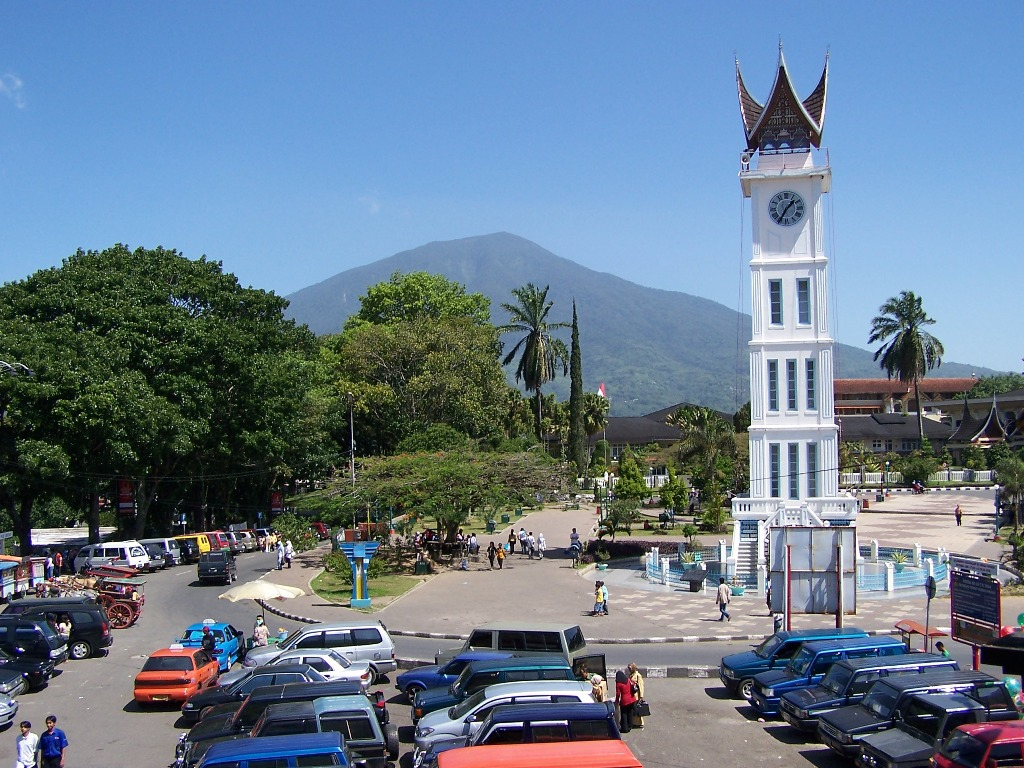
時計台 (Jam Gadang)

- ンガライ・シアヌック（Ngarai Sianok）峡谷
- 防空壕（日本の穴）
- 時計台（Jam Gadang）- ブキティンギのシンボルともいえる時計塔。町の各所から眺めることができて、町を散策するときの目印にもなる。
- コタ・ガダン（Kota Gadang）- ブキティンギから徒歩でも行ける距離にある銀細工製作で有名な村。

## 姉妹都市
- スレンバン(マレーシア・ヌグリ・スンビラン州州都)